# 최양백
최양백(崔良伯, ? ~ 1258년)은 고려 후기의 무신이다.

## 생애
1249년에 최씨 정권 최우가 죽자 지이부사 상장군 주숙이 야별초와 내외도방을 거느리고 정권을 왕에게 돌리려고 하자 전전으로서 같은 전전인 이공주, 김준 등 70여 명과 함께 최우의 서자 항(沆)에게 붙음으로써 최항으로 하여금 정권을 이어받게 하였다. 최항의 집권이후 이공주, 김준 등과 함께 별장이 되었다.
1257년에 최항이 죽자 상(喪)을 숨기고 야별초, 신의군, 서방 3번, 도방 36번을 옹위한 뒤 상을 발표함으로써 최항의 아들 의(竩)로 하여금 정권을 이어받게 하였다.
1258년에 신의군도령낭장 박희실 등이 대사성 류경, 별장 김준, 장군 박송비(朴松庇), 도령낭장 임연(林衍) 등과 모의하여 최의를 제거하기로 결정하고 그 사실을 사위인 김준의 아들 대재(大材)가 알리자 거짓 응하면서 최의에게 고하였다. 그러나 미처 손을 쓰기도 전에 김준에게 살해되었다.

## 최양백이 등장한 작품
- 《무신》(MBC, 2012년~2012년, 배우:박상민)

## 참고 문헌
- 고려사(高麗史)
- 고려사절요(高麗史節要)